# Джанкойська районна рада
Джанко́йська райо́нна ра́да — орган місцевого самоврядування Джанкойського району Автономної Республіки Крим. Розміщується в місті Джанкой, котре є містом обласного значення та до складу району не входить. З 15 квітня 2014 року районна рада тимчасово не виконує обов'язки через окупацію Автономної Республіки Крим.

## Склад ради
Рада складається з 56 депутатів, 28 з котрих обрані в одномандатних мажоритарних округах, друга половина — в багатомандатному окрузі.
Останні вибори до районної ради відбулись 31 жовтня 2010 року. Найбільше депутатських мандатів отримала Партія регіонів — 45 (25 — в одномандатних округах та 20 — в багатомандатному окрузі). Далі — Всеукраїнське об'єднання «Батьківщина» — 3 (1 та 2 відповідно), Українська селянська демократична партія — 2 депутатських місця в багатомандатному окрузі, «Руська Єдність» — 2 (по 1-му в багатомандатному та одномандатному округах), Комуністична партія України, партії «Союз» та «Сильна Україна» отримали по 1 мандатові в багатомандатному окрузі та Народна партія — 1 депутатське місце (одномандатний мажоритарний округ).

### Голова
Головою Бахчисарайської районної ради в 2010 році обрали депутатку від Партії регіонів Черникову Олену Володимирівну.